# Терор (ТВ серија)
Терор је америчка хорор драма антологијска телевизијска серија. Добила је име по роману Дена Симонса из 2007. године, који је основа за прву сезону.    Премијерно је представљена 25. марта 2018. године на каналу  Еј-Ем-Си. Друга сезона под називом The Terror: Infamy премијерно је приказана 12. августа 2019. године.
Прву сезону развио је Давид Кајганицх и измишљена је прича о изгубљеној експедицији капетана Џона Френклина на Арктик 1845−1848. године.
Другу сезону су створили Александар Ву и Мак Боренстеин, а радња је смештена у јапанском имиграцијоном кампу током Другог светског рата. У њему учествују Дерек Мио и Џорџ Такеи.